# Scalmatica constrata
Scalmatica constrata är en fjärilsart som beskrevs av Edward Meyrick 1919. Scalmatica constrata ingår i släktet Scalmatica och familjen äkta malar.
Artens utbredningsområde är Sri Lanka. Inga underarter finns listade.